# Margret Suckale

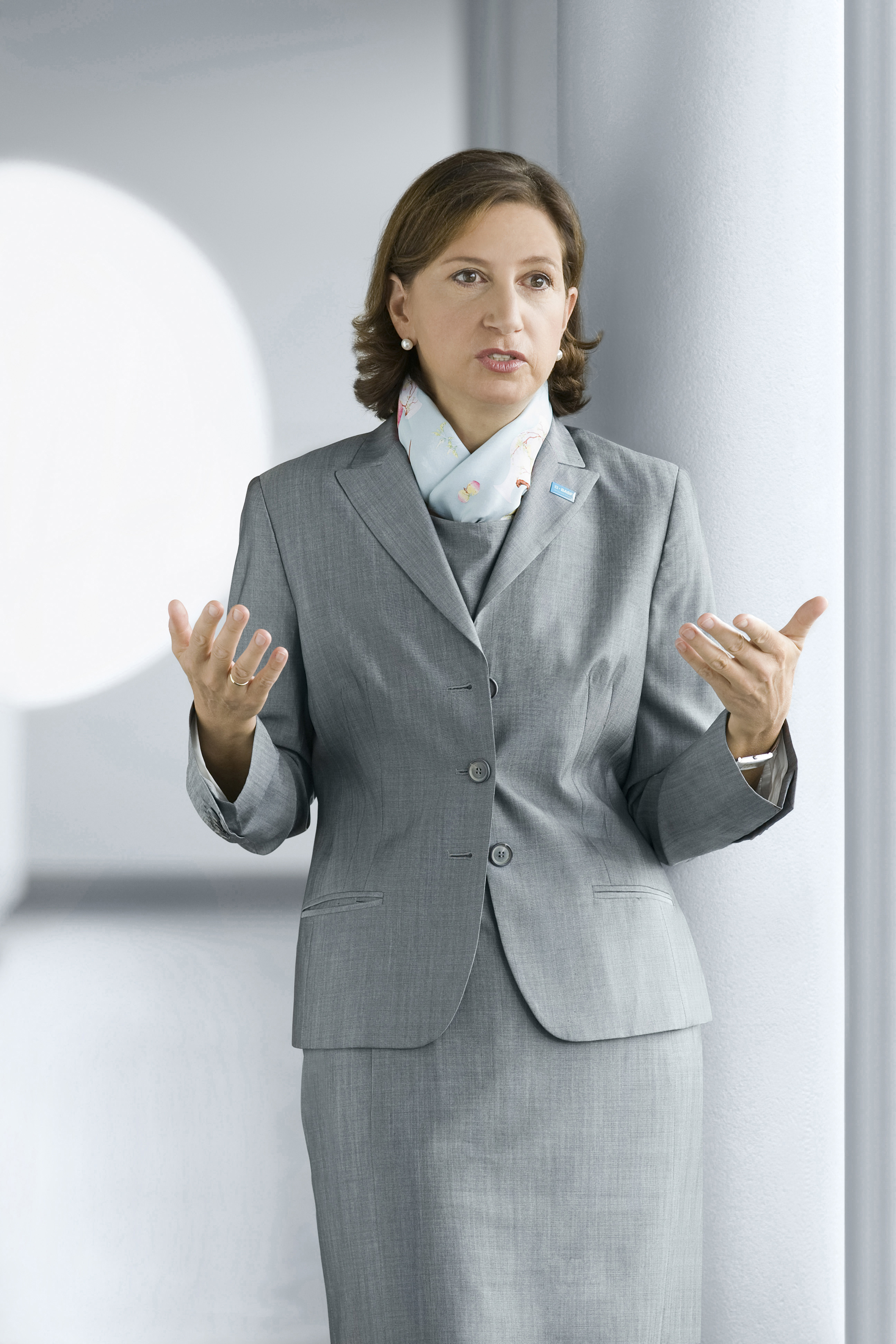
Margret Suckale, 2010

Margret Suckale (* 31. Mai 1956 in Hamburg) ist eine deutsche Managerin. Sie ist Mitglied in den Aufsichtsräten von Heidelberg Materials, Infineon, DWS Group. Deutsche Telekom und Greiner AG. Zuvor war sie Präsidentin des Bundesarbeitgeberverbandes Chemie, Vorstandsmitglied und Arbeitsdirektorin bei BASF, davor Personalvorstand zunächst bei der Deutschen Bahn, dann bei der DB Mobility Logistics AG. Einer breiteren Öffentlichkeit wurde sie 2007 im Tarifkonflikt mit der Gewerkschaft Deutscher Lokomotivführer bekannt.
Sie lebt am Tegernsee.

## Werdegang
Margret Suckale wuchs in Hamburg, Hannover und Bremen auf, wo sie auch das Abitur ablegte. Anschließend studierte sie Rechtswissenschaften an der Universität Hamburg. Später erwarb sie berufsbegleitend einen MBA der WHU und der Northwestern University sowie den Executive Master of European and International Business Law der Universität St. Gallen.
Ursprünglich wollte sie Richterin werden. 1985 fing sie jedoch bei Mobil Oil AG in Hamburg an, wo sie Arbeitsrecht, Tarifpolitik und Grundsatzfragen verantwortete. Sie ging als Personaldirektorin zur Mobil Oil Austria AG nach Wien, war im Mobil Oil Nordic Office in Kopenhagen für das Personal in den nord- und osteuropäischen Ländern zuständig und arbeitete auch in der Europazentrale in London.
1997 ging sie als Leiterin der Rechtsabteilung zur Deutschen Bahn. Ab 2004 war sie in Personalunion auch Leiterin der Zentralen Stäbe. Im Zuge einer neuen Konzernstruktur wurde sie am 17. März 2005 in den Vorstand berufen, um den seit 2002 von Norbert Bensel geleiteten Personalbereich zu übernehmen. In dieser Funktion wurde sie als Verhandlungsführerin der Bahn bei harten Tarifverhandlungen einer breiten Öffentlichkeit bekannt. Suckale war lange die einzige Frau unter den rund 550 Vorstandsmitgliedern der hundert umsatzstärksten deutschen Unternehmen. Im Rahmen einer neuen Konzernstruktur vor einer geplanten Teilprivatisierung wechselte Suckale im Juni 2008 als Personalvorstand zur neu gegründeten DB Mobility Logistics AG. Ihre bisherige Funktion als Personalvorstand der DB AG übernahm als Arbeitsdirektor der ehemalige Gewerkschaftschef Norbert Hansen.
Die Vorstandsbezüge Suckales lagen im Geschäftsjahr 2007 bei 1,47 Millionen Euro, davon 400.000 Euro Fixgehalt und 1,05 Millionen Euro variables Gehalt. 2006 waren es 1,716 Millionen Euro, davon 400.000 Euro Fixgehalt und 1,29 Millionen Euro variables Gehalt.
2009 kam die Datenaffäre der Deutschen Bahn an die Öffentlichkeit, an der Suckale laut Medienberichten nach Ansicht der Sonderermittler beteiligt war. Der Untersuchungsbericht wurde jedoch nicht veröffentlicht. Das Bahnmanagement selbst beharrt auf ihrer Unschuld, gestützt vom Bahn-Aufsichtsratsvorsitzenden Werner Müller.
Am 1. Juli 2009 wechselte Suckale zu BASF als Leiterin der Zentraleinheit „Global Human Resources“. Nach eigenen Angaben hatte sie den Wechsel schon längere Zeit geplant, unabhängig von den im Zuge der Datenaffäre erhobenen Vorwürfen. Zum 6. Mai 2011 wurde Suckale als Arbeitsdirektorin in den Vorstand der BASF SE berufen. Sie war die erste Frau im Vorstand in der 150-jährigen Unternehmensgeschichte. Sie verantwortete dort zuletzt die Funktionen Personal, Instandhaltung, Umweltschutz sowie Sicherheit und war zugleich verantwortlich für den Werkstandort Ludwigshafen sowie für das Management der Verbundstandorte in Europa. Mit Ablauf der Hauptversammlung im Mai 2017 schied sie bei BASF aus. Seitdem nimmt sie in verschiedenen deutschen Unternehmen Aufsichtsratsmandate wahr.

## Tätigkeit in Aufsichtsgremien
- Mitglied des Aufsichtsrats der Heidelberg Materials AG seit August 2017[19]
- Mitglied im Aufsichtsrat der Deutsche Telekom AG seit September 2017[20]
- Mitglied des Aufsichtsrats der DWS Group GmbH & Co. KGaA seit März 2018[21]
- Mitglied des Aufsichtsrats der Infineon Technologies AG seit Februar 2020[22]
- Mitglied im Aufsichtsrat der Greiner AG seit Juni 2023[23]

## Auszeichnungen
Eine Jury der Financial Times Deutschland wählte Suckale 2008 zur „einflussreichsten Business-Frau Deutschlands“.

## Ehrenämter
- Mitglied des Vorstands des Vereins Zukunft Metropolregion Rhein-Neckar (bis 2017)
- ehemals: Externes Mitglied und Vorsitzende des Universitätsrats der Universität Mannheim (seit 2019)[24][25]
- ehemals: Externes Mitglied des Universitätsrats der Universität Heidelberg (seit Oktober 2012)[26]
- Präsidentin des Bundesarbeitgeberverbandes Chemie e. V. (BAVC) Juni 2013 – Juni 2017